# Aurelio di Cartagine
Aurelio di Cartagine (IV secolo – Cartagine, 20 luglio 430) è stato un vescovo romano, vescovo di Cartagine dal 391 fino alla sua morte.

## Biografia
Le sue origini e la sua infanzia non sono note. Nel 388 era diacono a Cartagine dove conobbe Agostino d'Ippona; tutto ciò che è noto di questo vescovo è narrato proprio da Agostino. Tra il 391 e il 392 divenne vescovo della sua città.
Come vescovo di Cartagine assunse la posizione di capo della Chiesa africana, Chiesa in quel tempo molto divisa, in particolare per la scissione provocata quasi un secolo prima, alla fine delle persecuzioni di Roma, dall'allora vescovo di Cartagine Donato. Lo scisma fu provocato dalla differente posizione presa dai vescovi relativamente a coloro che durante la persecuzione avevano rinnegato la fede. Molte di queste persone, dette lapsi, vollero, una volta terminate le persecuzioni, rientrare nella comunità cristiana. Secondo Donato e i donatisti i lapsi potevano essere riammessi solo dopo importanti penitenze; inoltre, non erano ritenuti validi i sacramenti amministrati da sacerdoti o vescovi che si erano macchiati di tale colpa. La Chiesa di Roma restava invece molto più aperta verso queste persone. Lo scisma dei donatisti fu anche supportato da un forte nazionalismo che pure lavorava per dividere la Chiesa africana. Aurelio un secolo dopo riuscì, attraverso un gran numero di concili (si parla di circa una sessantina) a riportare lo scisma all'interno della Chiesa ufficiale.
Altro tema che assillava la sua diocesi era quello riguardante il rilassamento dei costumi e di nuove forme di paganesimo: le chiese venivano infatti utilizzate anche per banchetti, ed i monaci si rifiutavano di lavorare. Aurelio mise ogni sforzo per riportare rigore e in questo fu sempre aiutato da Agostino, che era diventato vescovo di Ippona, una città vicina a Cartagine. Agostino scriverà il De opera monachorum appunto per richiamare i religiosi ad una vita più aderente al Vangelo. Agostino parlerà di Aurelio anche in un'altra opera, il De civitate Dei, in cui ne esalta le virtù di carità che gli permisero, prima di morire, di vedere la provincia africana "di nuovo unita e più salda nella fede".
Morì il 20 luglio 430, proprio all'inizio dell'invasione dei Vandali.

## Opere
Nella Patrologia Latina del Migne sono state pubblicate due lettere di Aurelio, l'Epistola a Papa Damaso e l'Epistola a tutti i vescovi della Bizacena, nonché atti dei sinodi di Cartagine durante il suo episcopato.

## Il culto
È celebrato dalla Chiesa cattolica, che lo ricorda nel Martirologio Romano alla data del 20 luglio, con queste parole: A Cartagine, nell'odierna Tunisia, sant'Aurelio, vescovo, che, salda colonna della Chiesa, protesse i suoi fedeli dalle usanze pagane e collocò il seggio episcopale sul luogo in cui prima si trovava la statua della dea del cielo.